# 임한별
임한별(林한별)(1989년 2월 8일 ~ )은 대한민국의 가수로, 먼데이키즈, 에이스타일의 전 멤버이다.

## 생애
1989년, 부산광역시에서 태어났다. 부산진초등학교 재학 중 뉴질랜드에 유학을 다녀왔고, 이사벨중학교에 입학하였다. 중학교 졸업 후 부산국제고등학교에 진학하여 학업과 함께 음악의 꿈을 키웠다. 성인이 되는 2008년, DSP미디어 소속 아이돌 그룹 에이스타일 멤버로 데뷔하였다. 에이스타일은 두장의 미니앨범 발표 후 2009년 12월 1일에 공식해체하였다. 그 후, 보컬 그룹 먼데이키즈의 새 멤버로써 2010년 5월 20일 먼데이키즈 4집 앨범 'ru:t; (루트)'를 발매하였다. 2010년 5월 21일 먼데이키즈 쇼케이스를 시작으로 공식적인 활동에 돌입하였다. 이후 2015년 1월 먼데이키즈를 탈퇴하고 솔로로 홀로서기를 하게 된다.

## 프로필
- 출생 : 1989년 2월 8일
- 출신지 : 부산광역시
- 학력 : 
부산진초등학교 졸업
이사벨중학교 졸업
부산국제고등학교 졸업
한양대학교 언론정보대학 정보사회학과 재학
- 데뷔 : 2008년 에이스타일 1st 싱글앨범 '1.2.3.4.Back'
- 경력 : 
2008년~2009년 에이스타일 멤버
2010년~2014년 먼데이키즈 멤버
2014년~(현재) 솔로 활동 중

## 발매앨범

### 정규앨범
- 2010년 5월 20일 먼데이키즈 정규 3+1집 (4집) 'ru:t;' (타이틀곡 : 가지마)
- 2012년 3월 8일 먼데이키즈 정규 리메이크 앨범 'Nostalgia' (타이틀곡 : 그랬나봐) (솔로곡 : 편지)
- 2013년 10월 15일 먼데이키즈 정규 5집 'Unfinished' (타이틀곡 : 그대여)

### 미니앨범
- 2009년 4월 16일 에이스타일 1st 미니앨범 'Dynamite' (타이틀곡 : Dynamite)
- 2011년 4월 19일 먼데이키즈 1st 미니앨범 'Memories Cantare' (타이틀곡 : 슈루룹)
- 2011년 12월 12일 먼데이키즈 2nd 미니앨범 'The Ballad' (타이틀곡 : 미행)
- 2012년 10월 25일 먼데이키즈 3rd 미니앨범 'Healing Activity' (타이틀곡 : 확률)

### 싱글앨범
- 2008년 4월 17일 에이스타일 1st 싱글앨범 '1.2.3.4.Back' (타이틀곡 : 1.2.3.4.Back)
- 2010년 4월 20일 먼데이키즈 싱글앨범 'New Sentimental' (타이틀곡 : 흩어져)
- 2010년 7월 22일 먼데이키즈 & VOS 스페셜앨범 'Summer (타이틀곡 : 미치겠다)
- 2011년 1월 5일 먼데이키즈 싱글앨범 'Nostalgia' (타이틀곡 : 사랑해 그리고 기억해)
- 2011년 2월 8일 먼데이키즈 & 장혜진 & 시몬 싱글앨범 '보이스원' (타이틀곡 : 눈물을 움켜쥐고)
- 2011년 3월 3일 먼데이키즈 싱글앨범 'Nostalgia Part.2' (타이틀곡 : 이 밤이 지나면)
- 2011년 3월 16일 먼데이키즈 & 가비엔제이 스페셜앨범 '소울트레인 (Soul Train) Part.1' (타이틀곡 : 사랑은 똑같다)
- 2011년 7월 8일 먼데이키즈 & 가비앤제이 스페셜앨범 '소울트레인 (Soul Train) Part.2' (타이틀곡 : 빙빙빙)
- 2011년 11월 2일 먼데이키즈 싱글앨범 '단선율' (타이틀곡 : 고장난 열차 (Feat. 쥬비트레인 of 부가킹즈))
- 2013년 1월 17일 먼데이키즈 싱글앨범 'You & I' (타이틀곡 : You & I)
- 2013년 12월 12일 먼데이키즈 싱글앨범 '입맞춤' (타이틀곡 : 입맞춤 (Feat. Kikaflo))
- 2014년 3월 11일 먼데이키즈 싱글앨범 '그대라는 이유' (타이틀곡 : 그대라는 이유)

### 참여앨범
- 2009년 KBS 《꽃보다 남자》 OST - Part.2 (아쉬운 마음인걸)
- 2009년 KBS 《꽃보다 남자》 OST (A&T - 가슴이 어떻게 됐나봐)
- 2010년 SBS 《검사 프린세스》 OST (Goodbye My Princess)
- 2010년 MBC 《즐거운 나의 집》 OST (사랑이 슬프다)
- 2011년 드라마 《지고서는 못 살아》 OST (지고는 못 살아)
- 2012년 MBC 《해를 품은 달》 OST (그림자)
- 2012년 'With Coffee Project Part.4' (차가운 커피)
- 2012년 SBS plus 드라마 《풀하우스》 테이크2 OST (My Love)
- 2013년 KBS 《불후의 명곡 - 전설을 노래하다》 유열 & 정수라 1편 (지금 그대로의 모습으로)
- 2013년 KBS 《불후의 명곡 - 전설을 노래하다》 추모연가 7편 (무너진 사랑탑)
- 2014년 《미친감성 프로젝트 NO.1》 - 마카롱
- 2018년 MBS 《미스터리 음악쇼 복면가왕》 - 내 얼굴 그린라이트인가요? 녹색괴물 < 참가자 >
- 2020년 SBS 《더 킹 : 영원의 군주》 OST - Part.13 (너는 나의 시작이자 마지막)
- 2020년 SBS 《앨리스》 OST - Part.3 (별)
- 2021년 KBS 《경찰수업》 OST - Part.4 (다 좋으니까)
- 2021년 TV조선 《국민가수》 - 임한별 < 참가자 >
- 2019년 KBS <동백꽃 필 무렵> OST - Part 4 (꽃처럼 예쁜 그대)